# Miroslava Jaškovská
Miroslava Jaškovská, po mężu Pospíšilová (ur. 5 marca 1955 w Czeladnej) – czechosłowacka biegaczka narciarska, brązowa medalistka mistrzostw świata.

## Kariera
Igrzyska olimpijskie w Innsbrucku w 1976 r. były pierwszymi i zarazem ostatnimi w jej karierze. W swoim jedynym występie, w biegu na 5 km techniką klasyczną zajęła 23. miejsce. W 1974 roku wystartowała na mistrzostwach świata w Falun. Osiągnęła tam największy sukces w swojej karierze wspólnie z Blanką Paulů, Gabrielą Sekajovą i Aleną Bartošovą zdobywając brązowy medal w sztafecie.

## Sukcesy

### Igrzyska olimpijskie
| Miejsce | Dzień    | Rok  | Miejscowość | Konkurencja            | Czas biegu | Strata   | Zwyciężczyni  |
| ------- | -------- | ---- | ----------- | ---------------------- | ---------- | -------- | ------------- |
| 23.     | 7 lutego | 1976 | Innsbruck   | 5 km stylem klasycznym | 15:48,69   | +1:37,79 | Helena Takalo |

### Mistrzostwa świata
| Miejsce | Dzień     | Rok  | Miejscowość | Konkurencja            | Czas biegu | Strata | Zwyciężczyni    |
| ------- | --------- | ---- | ----------- | ---------------------- | ---------- | ------ | --------------- |
| 21.     | 18 lutego | 1974 | Falun       | 5 km stylem klasycznym | 15:17,42   | +50,33 | Galina Kułakowa |
| 3.      | 24 lutego | 1974 | Falun       | Sztafeta 4 × 5 km      | 1:02:57,39 | +55,18 | ZSRR            |